# Маневцы
Маневцы (укр. Манівці) — село в Красиловском районе Хмельницкой области Украины.
Население по переписи 2023 года составляло 465 человек. Почтовый индекс — 31028. Телефонный код — 3855. Занимает площадь 2,202 км². Код КОАТУУ — 6822787101.

## Местный совет
31028, Хмельницкая обл., Красиловский р-н, с. Маневцы, ул. Центральная